# Céline Sciamma
Céline Sciamma, wym. /selin sjama/ (ur. 12 listopada 1978 w Pontoise) – francuska reżyserka i scenarzystka filmowa.
Kilkukrotnie nominowana do Cezarów, nagród na MFF w Cannes oraz nagród BAFTA. Laureatka m.in. Cezara za najlepszy scenariusz adaptowany za film Nazywam się Cukinia (2016) oraz nagrody za najlepszy scenariusz na 72. MFF w Cannes za Portret kobiety w ogniu (2019).

## Biografia

### Dzieciństwo i edukacja
Urodziła się 12 listopada 1978 roku w Pontoise we Francji, a wychowała na przedmieściach Paryża. Jej brat, Laurent, jest grafikiem oraz występuje na scenie jako stand-uper, natomiast ojciec jest programistą. 
Ukończyła prestiżową wyższą szkołę filmową Fémis. Zanim jednak wstąpiła na tę uczelnię studiowała literaturę francuską.  

### Kariera
W 2004 oraz 2006 roku, razem z Jean-Baptiste de Laubierem (znanym również jako Para One), napisała scenariusze do jego filmów krótkometrażowych pt. Les Premières Communions oraz Cache ta joie.
Jej debiutanckim filmem są Lilie wodne. Scenariusz do niego napisała jako pracę dyplomową na studiach. Za namową Xaviera Beauvois, ówczesnego przewodniczącego komisji, Sciamma zaczęła go kręcić w swoim rodzinnym mieście. Produkcja miała swoją premierę na 60. MFF w Cannes, gdzie prezentowano ją w sekcji "Un Certain Regard". Film również otrzymał trzy nominacje do Cezarów w 2008 roku: za najlepszy pierwszy film oraz nadziei kina dla aktorek Adèle Haenel oraz Louise Blachère.
W 2009 roku nakręciła swój pierwszy film krótkometrażowy, Pauline. Powstał on we współpracy z rządem francuskim jako część kampanii przeciw homofobii.
Kolejnym projektem była Chłopczyca. Film opowiada o Laure, dziewczynce, która przeprowadzając się do nowego otoczenia postanawia udawać chłopca, przyjmując imię Mikaël. Został on zrobiony w dość krótkim czasie. Sciamma scenariusz napisała w około trzy tygodnie, tyle samo trwał casting, nagrania natomiast trwały 20 dni. Film miał swoją premierę w 2011 roku na 61. MFF w Berlinie, gdzie zdobył Nagrodę Teddy. 
W 2014 roku wyreżyserowała Dziewczyny z bandy. Pierwszy pokaz odbył się na 67. MFF w Cannes, gdzie był nominowany do Queerowej Palmy. Film zdobył również cztery nominacje na 40. ceremonii wręczenia Cezarów, w tym dla najlepszego reżysera dla Sciammy oraz nadziei kina dla Karidji Touré.     
Między kręceniem swoich filmów, kontynuowała pracę jako scenarzystka. W 2016 razem z Andrém Téchiném napisała scenariusz do Mając 17 lat. W tym samym roku dostała Cezara za najlepszy scenariusz adaptowany za film animowany Nazywam się Cukinia, który był również nominowany do Oscara.     
Po czteroletniej przerwie w reżyserowaniu, Sciamma zaczęła pracować nad Portretem kobiety w ogniu. Sceny kręcono jesienią 2018 roku w Saint-Pierre-Quiberon oraz La Chapelle-Gauthier. Film miał premierę na 72. MFF w Cannes, gdzie zdobył nagrodę za najlepszy scenariusz oraz Queerową Palmę (jako pierwszy film wyreżyserowany przez kobietę). 

## Życie prywatne
Była w związku z aktorką Adèle Haenel. W 2014 roku Haenel wyznała, że spotyka się z reżyserką podczas odbierania Cezara dla najlepszej aktorki. Para rozstała się przed zdjęciami do Portretu kobiety w ogniu.
W 2018 roku na 71. MFF w Cannes razem z 81 innymi kobietami w tym Cate Blanchett, Salmą Hayek i Léą Seydoux brała udział w proteście przeciwko nierówności płci. Nastąpił on po fali oskarżeń o molestowanie seksualne w branży filmowej. Rok później, na 72. MFF w Cannes, Sciamma pojawiła się na czerwonym dywanie z broszą 50/50, wspierając ten ruch. 
Po tym jak Roman Polański, który został oskarżony o gwałt na trzynastolatce, wygrał nagrodę dla najlepszego reżysera, w ramach protestu wyszła z 45. ceremonii wręczenia Cezarów razem z Adéle Haenel, Noémie Merlant i innymi. 

## Filmografia
| Rok  | Tytuł oryginalny                  | Tytuł polski            | Reżyseria | Scenariusz | Uwagi                                                                |
| ---- | --------------------------------- | ----------------------- | --------- | ---------- | -------------------------------------------------------------------- |
| 2004 | Les premières communions          |                         |           | T          | film krótkometrażowy                                                 |
| 2006 | Cache ta joie                     |                         |           | T          | film krótkometrażowy                                                 |
| 2007 | Naissance des pieuvres            | Lilie wodne             | T         | T          |                                                                      |
| 2009 | Pauline                           |                         | T         |            | film krótkometrażowy                                                 |
| 2010 | Ivory Tower                       |                         |           | T          |                                                                      |
| 2011 | Tomboy                            | Chłopczyca              | T         | T          | Nagroda Teddy na 61. MFF w Berlinie                                  |
| 2014 | Bird People                       |                         |           | T          | konsultantka ds. scenariusza                                         |
| 2014 | Bande de filles                   | Dziewczyny z bandy      | T         | T          |                                                                      |
| 2014 | Bébé Tigre                        |                         |           | T          | konsultantka ds. fabuły                                              |
| 2016 | Quand on a 17 ans                 | Mając 17 lat            |           | T          |                                                                      |
| 2016 | Ma vie de Courgette               | Nazywam się Cukinia     |           | T          | Cezar za najlepszy scenariusz adaptowany                             |
| 2018 | Le vent tourne                    | Z wiatrem               |           | T          | współtwórczyni scenariusza                                           |
| 2019 | Portrait de la jeune fille en feu | Portret kobiety w ogniu | T         | T          | Nagroda za najlepszy scenariusz i Queerowa Palma na 72. MFF w Cannes |
| 2021 | Petite maman                      | Mała mama               | T         | T          |                                                                      |
| 2021 | Les Olympiades                    | Paryż, 13. dzielnica    |           | T          | współtwórczyni scenariusza                                           |

## Nagrody
- Cezar
  - Najlepszy scenariusz adaptowany: 2016: Nazywam się Cukinia
- Nagroda na MFF w Cannes
  - Najlepszy scenariusz: 2019: Portret kobiety w ogniu
  - Queerowa Palma: 2019: Portret kobiety w ogniu
- Nagroda na MFF w Berlinie
  - Nagroda Teddy: 2011: Chłopczyca